# Norske folkeviser og folkedanse opus 30
Norske folkeviser og folkedanse is een verzameling bewerkingen van Noorse volkswijsjes en –dansen door Agathe Backer-Grøndahl. Backer-Grøndahl had tot dan toe alleen maar “eigen” muziek in de vorm van liederen en pianostukken geschreven. Een van haar leraren Otto Winter-Hjelm was voorstander van het gebruiken van Noorse volksmuziek binnen de klassieke muziek. Dat alles in het kader van een onafhankelijker en zelfstandiger Noorwegen. De concertpianiste Backer-Grøndahl, die heel Scandinavië afreisde voelde zich daarvoor niettemin en kwam met een bewerking van elf volksliedjes en –dansen voor de piano.
De bundel werd op 30 december 1891 als één geheel uitgebracht door Warmuth Musikforlag (nr. 1767).
De elf melodietjes zijn:
1. Brudeslaat, waarschijnlijk uit de omgeving van Lom, in allegretto in D majeur in 2/4-maatsoort
2. Prillar-guri slaaten sel uit de omgeving Gudbrandsdalen in allegro animato in D majeur in 2/4-maatsoort
3. Bygdevise uit Christians Amt in allegretto in G majeur in 6/8-maatsoort
4. Baadn-laat vuggevise uit Esberg in tranquillo in G majeur in 4/4-maatsoort
5. Springdans uit Sjornig in allegro marcato in a mineur in 3/4-maatsoort
6. Halling uit Esberg in con molto anima in E majeur in 2/2-maatsoort
7. Brudeslaat uit Esberg in un poco moderato in C majeur in 2/4-maatsoort
8. Springdans uit Foldalen in allegretto in As majeur in 3/4-maatsoort
9. Siklebækken (een Sprindans) naar Möllargutten in allegro in E majeur in 3/4-maatsoort
10. Kivlemöyerne naar Möllargutten in allegretto in A majeur in 3/4-maatsoort
11. Fanitullen naar Möllargutten in con fuoco in E majeur in 2/4-maatsoort

Agathe Backer-Grøndahl volgde met deze verzameling in de voetsporen van Edvard Griegs Norges melodier. Grieg was bevriend met Otto Winter-Hjelm. De componiste was zelf voornamelijk weg van de bewerkingen van muziek van Möllargutten. De laatste drie bewerkingen (9 tot en met 11) heeft ze regelmatig gespeeld tijdens een Noorse tournee in voorjaar 1892, waarbij ze plaatsen aandeed als Trondheim, Molde en Bergen.